# Tiszaborkút
Tiszaborkút (ukránul: Кваси [Kvaszi], szlovákul: Kvásy) falu Ukrajnában, Kárpátalján, a Rahói járásban. Ma mintegy 1600 lakosa van.

## Földrajz
Rahótól 12 km-re északkeletre, a Fekete-Tisza mentén települt. A Fekete-Tisza völgyében, a Hoverla 2061 méter magasságú csúcsai közelében települt falut bükk, kőris, fenyő és mogyoró borította erdős hegyek, alpesi legelők veszik körül, erdőiben sok gomba, fekete áfonya, eper, szeder terem.

## Történelem
A ruszin lakosságú település lakói a 18. századi adatok szerint fakitermeléssel foglalkoztak. A falu az Osztrák–Magyar Monarchia idején, a 19. század közepén híres volt ásványi forrásairól.
1910-ben 1227, többségben ruszin lakosa volt, jelentős német és magyar kisebbséggel. A trianoni békeszerződésig Máramaros vármegye Tiszavölgyi járásához tartozott. 

## Népesség

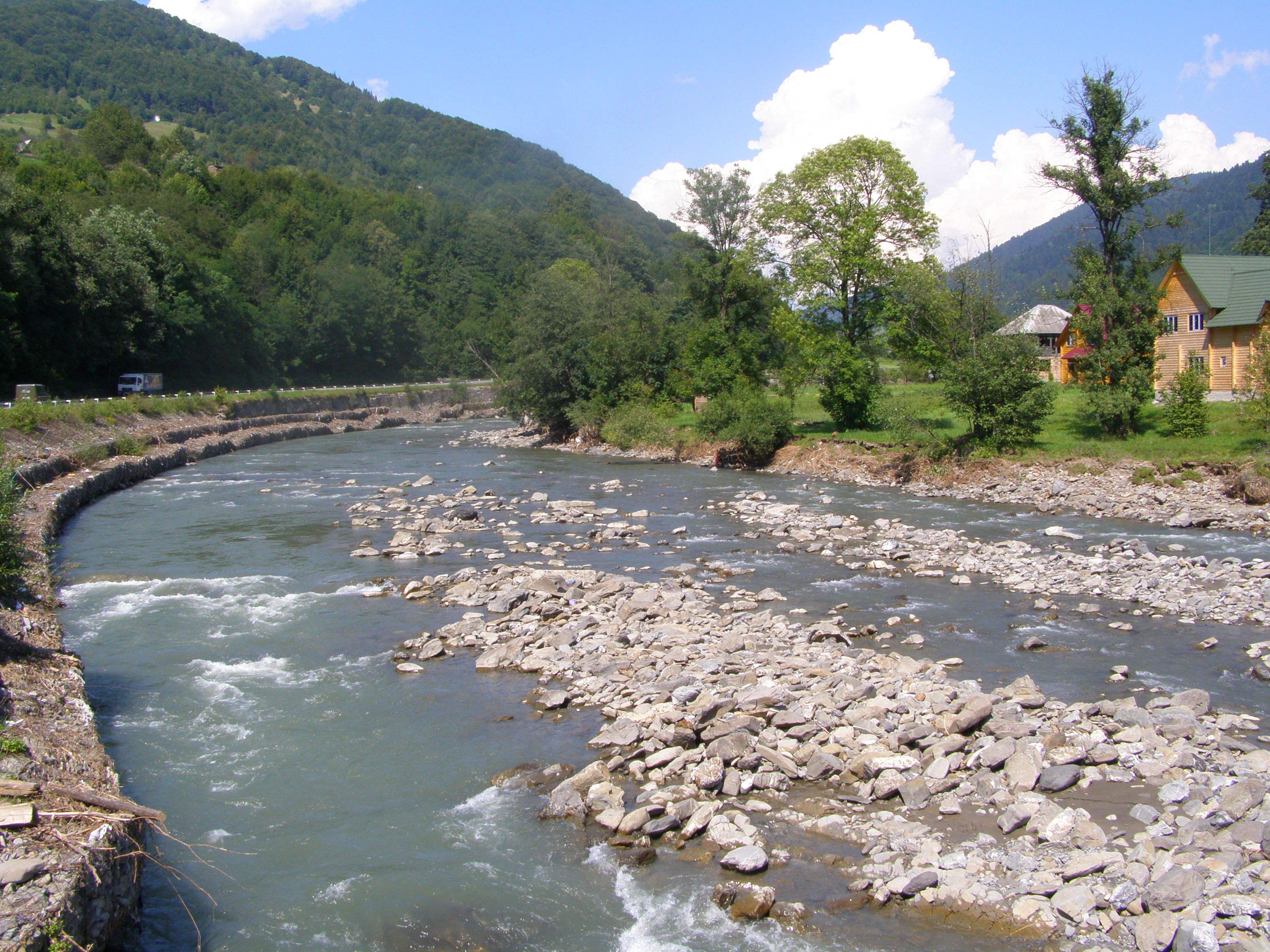
A Fekete-Tisza

Lakóinak száma (2003): 2309 fő

## Közlekedés
A települést érinti az Ivano-Frankivszk–Deljatin–Rahó-vasútvonal.

## Turizmus
- Nevét jódos-savas és savanyú gyógyvizéről kapta. Gyógyszállóit főként gyomorbetegek keresik fel.
- Görögkatolikus fatemploma 1860-ban épült.